# Whistleblower Aid
Whistleblower Aid és una organització d'assistència legal sense ànim de lucre cofundada per John Tye i Mark Zaid per ajudar els denunciants del govern i del sector privat. Ofereix serveis legals gratuïts, així com serveis de suport i seguretat per als clients elegibles.

## Història
El 2017, John N. Tye i l'advocat Mark S. Zaid van formar l'oficina jurídica sense ànim de lucre Whistleblower Aid. Tye havia treballat anteriorment del 2011 al 2014 com a cap de secció per a la llibertat d'Internet a l' Oficina de Democràcia, Drets Humans i Treball del Departament d'Estat dels EUA, i va ser un denunciant sobre la vigilància del govern als Estats Units.
Inicialment centrat en els empleats i contractistes del govern federal dels EUA, Whistleblower Aid subratlla que no és WikiLeaks. "Ningú hauria d'enviar mai informació classificada a Whistleblower Aid", afirma l'empresa. "Whistleblower Aid mai ajudarà els clients o clients potencials amb la filtració d'informació classificada". En canvi, els possibles denunciants amb informació classificada seran dirigits a investigadors amb autoritzacions de seguretat per ajudar a exposar els actes il·lícits sense infringir la llei ni incórrer en responsabilitat penal. Els clients no cobren. Per cobrir les despeses, l'empresa sol·licita donacions de fundacions i finançament col·lectiu.
El 2020, va rebre una subvenció de 150.000 dòlars de la Omidyar Network, l'empresa d'inversió filantròpica fundada pel fundador d'Ebay, Pierre Omidyar.

### Frances Haugen
Whistleblower Aid va representar a Frances Haugen en les seves activitats de denúncia contra Facebook. Va contactar amb l'organització poc després de descarregar els milers de fitxers interns que tenia previst filtrar.
Per ajudar Haugen, Whistleblower Aid va contractar tres despatxos d'advocats, un despatx de relacions públiques i personal temporal que està redactant documents per al Congrés. També es cobririen els vols d'Haugen a Washington, DC.

### John Choe
El desembre de 2021 i febrer de 2022, Whistleblower Aid va presentar queixes en nom del contractista de Facebook Joohn Choe. Les queixes al·legaren que l'empresa matriu de Facebook, Meta, va violar deliberadament les sancions del govern dels Estats Units contra els rebels prorussos, cosa que els va permetre difondre propaganda a la plataforma.